# Estadio Santiago Bernabéu
El Estadio Santiago Bernabéu es un recinto deportivo propiedad del Real Madrid Club de Fútbol, ubicado en plena Castellana, en el distrito de Chamartín de Madrid, España. Se inauguró el 14 de diciembre de 1947 y su aforo actualmente es de 83 186 espectadores. El estadio está catalogado por la UEFA con la máxima distinción, «estadio de élite».

## Historia

### Orígenes y construcción
A principios de la década de 1940, el antiguo  Campo de Chamartín se había quedado pequeño ante el crecimiento de la población madrileña y la creciente afición al fútbol. A pesar de las sucesivas reformas que lo habían ampliado a una capacidad de 25 000 localidades, el estadio seguía resultando insuficiente para las necesidades del club. Ante esta situación, en la primavera de 1943, el presidente Antonio Santos Peralba expresó la necesidad de construir un nuevo campo con una capacidad inicial de 40 000 espectadores, aunque las dificultades financieras del club planteaban incertidumbres sobre su realización.
Con la llegada de Santiago Bernabéu a la presidencia en septiembre de 1943, el plan para el nuevo estadio adquirió un impulso decisivo y mucho más ambicioso. En su primera reunión con la Junta Directiva, Bernabéu declaró: “Señores, necesitamos un campo mayor y vamos a hacerlo”. La visión de Bernabéu era construir un estadio aún más grande que el planteado por Peralba, con una capacidad cercana a los 75 000 espectadores. Bernabéu creía firmemente que un estadio más grande permitiría recaudar más dinero, lo que a su vez permitiría al club crecer, fichar a mejores jugadores y atraer a más aficionados, creando un círculo virtuoso que beneficiaría al equipo a largo plazo. El 1 de noviembre de 1943, la Junta Directiva visitó los terrenos adyacentes al Campo de Chamartín, situados en la prolongación del Paseo de la Castellana, para analizar su posible expansión. Estos terrenos pertenecían a la finca «Villa Ulpiana» y a otra conocida como «Entrecanales», propiedad de los señores Maqueda y Chávarri. Poco después comenzaron las negociaciones para adquirirlos por un coste total de 3 000 000 de pesetas.
El 22 de junio de 1944 se formalizaron las adquisiciones de los terrenos ante notario: 23 845 m² por 2 000 000 de pesetas a los señores Ruiz del Villar y 8720 m² por 1 001 069 pesetas a los señores Maqueda y Chávarri. Adicionalmente, las expropiaciones necesarias para la urbanización de la zona, incluyendo las futuras calles Concha Espina y Plaza de los Sagrados Corazones, costaron 1 000 000 de pesetas.
Para elegir el diseño del nuevo estadio, se organizó un Concurso de Ideas y Croquis en el que participaron reconocidos arquitectos. Los arquitectos Pedro Muguruza y Javier Barroso, antiguos porteros del Athletic de Madrid y amigos de Bernabéu, formaron parte del jurado junto a los directivos Fernando de Cárcer Disdier, vicepresidente primero, y Pedro Méndez Cuesta, vocal responsable del campo y arquitecto de profesión. En septiembre de 1944, después de evaluar los siete proyectos presentados, el jurado otorgó el primer premio al diseño de Manuel Muñoz Monasterio y Luis Alemany Soler. Los trabajos premiados se exhibieron en el  Círculo de Bellas Artes, donde despertaron gran interés y debate entre los aficionados.
El 27 de octubre de 1944, se bendijeron los terrenos en ceremonia oficiada por José María Bulart (capellán y confesor del entonces jefe del Estado, Francisco Franco) y se inició simbólicamente la construcción con un golpe de pico dado por Santiago Bernabéu.
La financiación de la construcción presentó graves inconvenientes debido a la desconfianza de socios y entidades bancarias. A pesar de que muchas personas, incluidos algunos socios y simpatizantes, dudaban de la viabilidad del proyecto, Bernabéu se mantuvo firme en su propósito. En un contexto en el que los bancos no consideraban el fútbol como una inversión segura y en el que no se podían obtener ayudas oficiales de los organismos deportivos, Bernabéu delegó al tesorero Luis Corrales Ferras la tarea de diseñar un plan de financiación innovador. Este plan consistió en la emisión de obligaciones con garantía hipotecaria sobre las propiedades del club.
El siguiente paso fue fundamental: Bernabéu presentó este plan a Rafael Salgado, presidente del Banco Mercantil e Industrial y simpatizante del Real Madrid. Gracias a la apasionada y detallada explicación de Bernabéu, Salgado accedió a financiar el proyecto, convencido por la viabilidad y el potencial del nuevo estadio. Esta decisión fue crucial para la realización del proyecto, y en reconocimiento a su apoyo, una de las calles adyacentes al estadio lleva hoy su nombre.
El plan de financiación se estructuró en tres emisiones escalonadas de obligaciones:
- Primera emisión de 20 000 obligaciones por un total de 10 000 000 de pesetas el 9 de noviembre de 1944.
- Segunda emisión de 30 000 obligaciones de 15 000 000 de pesetas con fecha de 18 de marzo de 1946.
- Tercera emisión de 10 000 obligaciones que sumaban 5 000 000 de pesetas el 8 de octubre de 1947.

Todas las emisiones se cubrieron el mismo día de su salida al Mercado de Valores, gracias al entusiasmo y la confianza de los socios, hasta los más modestos. El plan fue un completo éxito y permitió la financiación escalonada y ajustada a las necesidades de las obras.
Las obras fueron adjudicadas a la empresa Huarte y Compañía, S.A., comenzando en junio de 1945 bajo la dirección de los arquitectos Alemany y Muñoz Monasterio y con la colaboración del ingeniero de caminos Carlos Fernández Casado. A lo largo de 30 meses, las obras enfrentaron múltiples obstáculos, desde la escasez de materiales básicos en la España de posguerra hasta dificultades técnicas debido a un enlace ferroviario cercano conocido popularmente como el «túnel de la risa». Sin embargo, el proyecto avanzó con entusiasmo y dedicación.
La construcción del nuevo campo se desarrolló en los terrenos del viejo campo y en los terrenos de Villa Ulpiana, lo que pudo entorpecer la vida del club. Sin embargo, esto solo sucedió a partir de 1946, cuando el Real Madrid se vio obligado a jugar como local en el Stadium Metropolitano durante la temporada 1946-47 y en cinco jornadas de la temporada 1947-48. A pesar de estos inconvenientes, el Real Madrid mantuvo su actividad deportiva mientras el nuevo estadio cobraba forma sobre una parte del solar antiguo y en los terrenos adyacentes.
De esta manera resumía Fernando de Cárcer Disdier, vicepresidente primero del club, el desarrollo de la obra en 1947:

"Encontramos numerosas dificultades para el transporte de materiales. Tenga en cuenta que se han utilizado 18.000 m2 de gravas, 24.000 m2 de arena, 2.000.000 de ladrillos, 900 m2 de madera y se han movido unos 150.000 m3 de tierra. Para ello ha habido que cargar 82.000 camiones de 4 toneladas… Por término medio han trabajado al día 150 obreros, por lo que ha habido que pagar unos 315.000 jornales. Para atenciones de los servicios y red sanitaria se han instalado 4 kilómetros y medio de tubería de gres, hierro y plomo, con 90 lavabos de porcelana, 125 inodoros, 365 urinarios y 46 duchas. Hay suficiente espacio para instalar oficinas, restaurantes almacenes y otros servicios, pero ahora nos hemos limitado a lo indispensable para el fútbol: 4 vestuarios para jugadores con sus correspondientes duchas, piscina, sala de masaje y botiquín. Una enfermería con 6 camas, cuarto de cura y quirófano de urgencia. Un vestuario para el árbitro con todos sus servicios. Un cuarto ropero con taller de repaso de ropa y plancha. Zapatería, lavadero y un amplio gimnasio. Central telefónica y central amplificadora de radio… además se ha construido un cuarto para detenidos evitando de este modo que, llegado el caso, la fuerza pública distraiga sus servicios en la conducción de los mismos. En cuanto a los costes se habían previsto unos 16.000.000 de pesetas, presupuesto que se ha visto incrementado por causas perfectamente justificadas, como la naturaleza del terreno, el alza experimentada por los materiales en estos 30 meses, más del 25% en algunos casos, y la nueva reglamentación del trabajo en la industria de la construcción que ha exigido medidas de seguridad no contempladas en el proyecto. Actualmente (en 1947), si comenzásemos la construcción del estadio, su coste se elevaría a 45.000.000 de pesetas. La amortización está calculada realizarla a 20 años y con nuestros propios recursos, sin haber comenzado a utilizar el nuevo campo, ya hemos comenzado a amortizar. Esto es un gran éxito para el Real Madrid y el pueblo madrileño".
 Fernando de Cárcer Disdier.

El coste total de las obras, en números redondos, se desglosó en las siguientes partidas:
1. Terrenos. Adquisiciones, plusvalías, derechos reales, timbres, gastos de escrituras, cancelación de compromisos y levantamiento de hipoteca del antiguo Chamartín: 4 500 000 pesetas.
2. Empréstitos. Gastos de los mismos: 2 000 000 de pesetas.
3. Obras. Ejecución material del estadio: 28 000 000 de pesetas. Ejecución de la oficina: 1 500 000 pesetas.
4. Honorarios. Arquitectos, aparejadores, y premios del Concurso Ideas y Croquis: 1 300 000 pesetas.
5. Resarcimiento por Expropiaciones de terrenos efectuadas por el ayuntamiento: 1 000 000 de pesetas.

Total desembolsado: 38 300 000 de pesetas (230 183 euros).

### Inauguración
El estadio se inauguró el día 14 de diciembre de 1947, con un partido amistoso entre Real Madrid y C.F. Os Belenenses de Portugal, bajo el nombre de «Estadio Real Madrid Club de Fútbol» —aunque siguió siendo conocido entre los aficionados como «Nuevo Estadio Chamartín» o simplemente «Chamartín»—. El recinto poseía una capacidad de 75 145 espectadores, de los cuales 27 645 poseían asientos (7125 cubiertos) y 47 500 de pie (2000 cubiertos). Antes del partido, se organizó una ceremonia de inauguración. En primer lugar, se celebró una misa en la que estuvieron presentes el presidente, los miembros de la directiva, algunos socios y otros invitados para seguidamente bendecir el estadio. Tras salir al campo, los jugadores del equipo portugués fueron ovacionados por los 50 000 espectadores que estuvieron presentes. A continuación, se entonó el himno nacional de Portugal y seguidamente sonó el himno nacional de España con los dos equipos alineados en el terreno de juego. Después, se procedió a los protocolarios intercambios de banderines por parte de los capitanes y las fotografías de rigor con el equipo arbitral.
Asimismo, el presidente Santiago Bernabéu bajó al césped donde Pedro Parages, socio número uno, fundador, expresidente y capitán del Real Madrid, le hizo entrega del libro de firmas de los 200 socios más antiguos. Julio Chulilla, otra figura histórica del Real Madrid, le acompañó. Los veteranos presentaron una placa conmemorativa del estreno. Además, el estadio se decoró con las banderas de los 14 clubes que integraban por entonces la Primera División.
Tras los prolegómenos, a las 15:30 el árbitro Pedro Escartín del colegio madrileño dio comienzo al partido. El delantero madridista Sabino Barinaga logró el primer gol en el minuto 15' tras lanzarse en plancha para rematar de cabeza un centro de Pablo Vidal desde la banda izquierda que entró por bajo pegado al poste derecho batiendo así al guardameta José Carvalho Serio. El partido acabó en victoria del Real Madrid por 3-1 con goles de Teixeira da Silva por parte del conjunto visitante y dos goles de Chus Alonso. Al final del partido, Barinaga recibió un banderín de reconocimiento. Tras el partido, jugadores y directivos de ambos equipos celebraron una cena de hermanamiento. No obstante, el primer partido oficial tuvo lugar el 28 de diciembre de 1947 en un encuentro de la jornada 12 del Campeonato Nacional de Liga contra el Atlético de Bilbao que había sido aplazado por la inauguración del nuevo coliseo blanco. El partido fue arbitrado por José Fombona Fernández del colegio asturiano y finalizó con victoria blanca por 5-1. El autor del primer gol llegó en el minuto 4' y fue obra del centrocampista merengue Chus Alonso tras recibir un pase de Barinaga y realizar un disparo cruzado.

### Años 1950

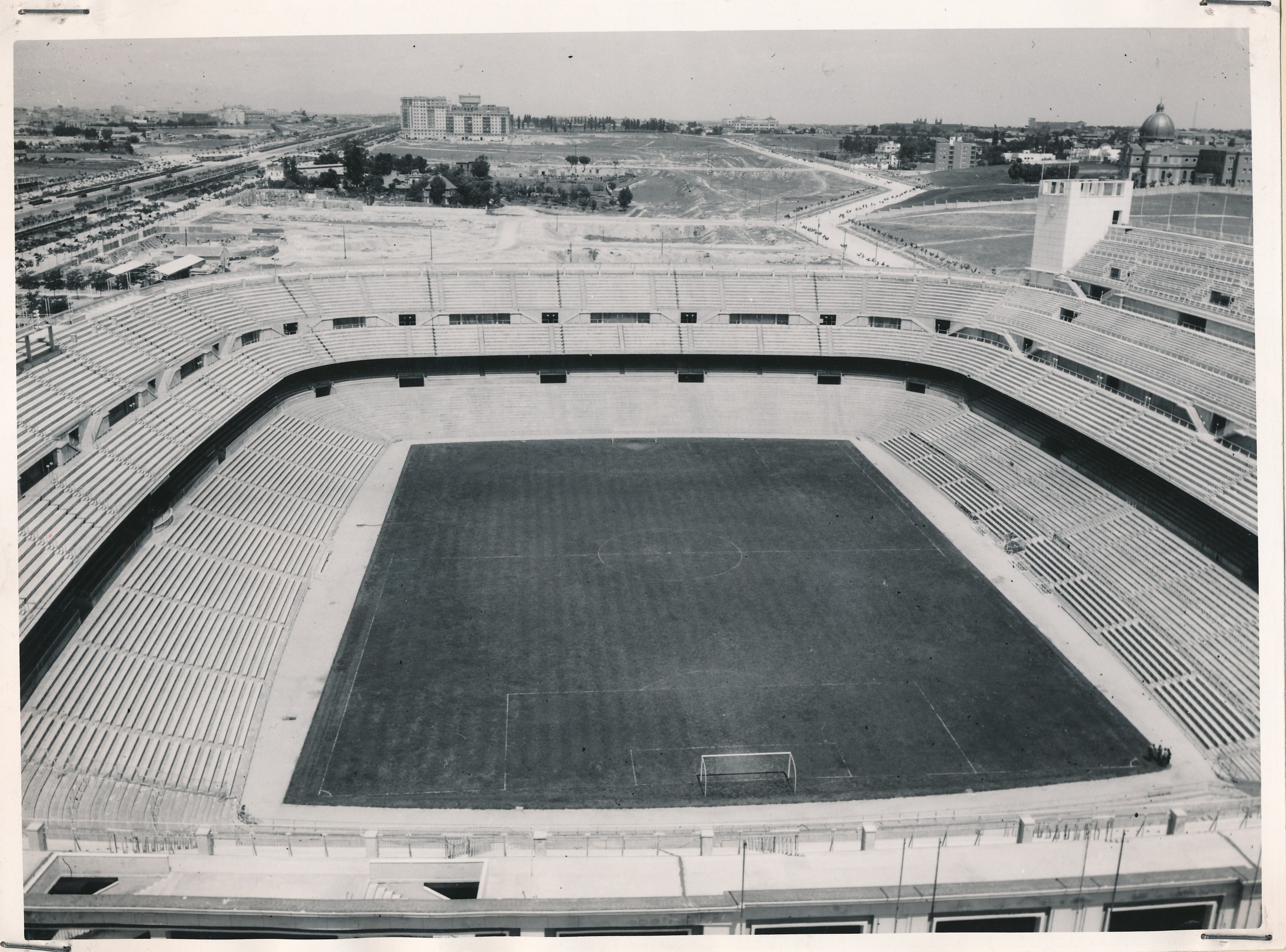
Panorámica del estadio en 1955

Debido a la gran demanda de entradas, el estadio se quedó pequeño. Por ello, en 1953 se iniciaron las obras de remodelación del recinto. El 19 de junio de 1954, se inauguró la primera gran ampliación del estadio con la construcción de un tercer anfiteatro en el lateral este añadiendo una grada en la zona de la calle Padre Damián (conocida popularmente como «gallinero»), pasando su aforo a 125 000 espectadores. También se construyeron dos torres. Así, el coliseo madridista se convertía en el segundo estadio con más capacidad de Europa por detrás del Estadio de Wembley.
El 4 de enero de 1955, tras la Asamblea General de Socios Compromisarios, se decidió que el estadio adoptara el actual nombre en honor al presidente del club y artífice del estadio: Santiago Bernabéu.
El 18 de mayo de 1957, el Real Madrid inauguró la iluminación eléctrica en las gradas y accesos del estadio en un partido ante el Sport Club do Recife brasileño, que finalizó con victoria local por 5-3. Gracias a esto el Real Madrid ya podía jugar partidos por la noche.

### Años 1960
En 1965, se completó el traslado de todas las oficinas del club al estadio, que desde su creación se habían ido trasladando por multitud de locales de la capital.

### Años 1970
El 14 de diciembre de 1972, coincidiendo con el vigésimo quinto aniversario de la inauguración del estadio, se estrenó el primer marcador electrónico en un estadio español en un partido amistoso contra el mismo rival que inauguró el estadio madridista: el Os Belenenses portugués. Días antes ya se había instalado para la ceremonia de despedida de la leyenda merengue Paco Gento. El partido acabó con victoria local por 2-1.
En 1973 hubo un proyecto por parte de la directiva para la construcción de un nuevo estadio en otro emplazamiento, que se financiaría transformando en edificable el solar en el que se encuentra, pero chocó con la oposición radical del entonces alcalde, Carlos Arias Navarro que además de esgrimir el plan de urbanismo vigente justificó su negativa en que ya era una zona muy congestionada.

### Años 1980
El fútbol se vivía ya como un deporte de masas y movía una gran cantidad de aficionados en todo el territorio español. Pero faltaba un importante acontecimiento que encumbrase la pasión que desataba el fútbol: la celebración de una Copa Mundial de Fútbol. El hecho se produjo en 1982, tras ser elegida España por la FIFA como sede en el año 1966, por lo que en el estadio se trabajó en una nueva gran reforma para engalanarlo para el importante acontecimiento de acoger la final de un deporte que comenzaba a ser un clamor en todos los continentes.
El hecho fue muy celebrado, ya que históricamente, el organizador solía obtener una magnífica actuación en el campeonato. Sin embargo, esta vez no resultó así, obteniendo la selección española una discreta participación en la que no alcanzó ni siquiera las semifinales tras quedar eliminada en la segunda fase.
Había que adecuarlo a los nuevos tiempos y para ello la obra corrió a cargo de la empresa Hispano-Alemana de Construcciones basándose en los diseños de los arquitectos Luis y Rafael Alemany (hijos de Luis Alemany Soler, quien llevó a cabo la construcción del recinto junto a Muñoz Monasterio) y Manuel Salinas. Las obras duraron 16 meses y tuvieron un coste de 704 millones de pesetas, de los que el Madrid pagó 530.
Las mejoras abarcaron varios puntos. En primer lugar, la FIFA obligaba a tener la mitad del aforo de asientos, de los cuales dos tercios debían estar cubiertos. Por esta razón se instaló una marquesina que cubría el perímetro del primer y segundo anfiteatro excepto en la zona del lateral este. De este modo, la capacidad del estadio se vio reducida de 125 000 a 90 800 espectadores, de los cuales 24 550 estaban bajo la nueva cubierta. También se remodeló la fachada, se instalaron nuevos marcadores electrónicos en los fondos norte y sur, y se reestructuraron las zonas de prensa, vestuarios, accesos y zonas anexas. Como curiosidad, durante el Mundial el estadio estuvo unido mediante una pasarela peatonal elevada que atravesaba el Paseo de la Castellana al Palacio de Congresos donde estaba ubicado el centro internacional de prensa. Una vez acabado el campeonato, fue desmontado.

### Años 1990

#### Ampliación 1992-1994
Tras la reforma realizada con motivo de la celebración del Mundial de 1982 y las nuevas normas de seguridad implantadas por la UEFA, debido al incremento de la violencia en los estadios europeos, se planteó la necesidad de compensar la pérdida de localidades de pie por localidades de asiento. Esta nueva normativa hizo que, a principios de la década de los noventa, el Santiago Bernabéu sufriera una gran ampliación, aumentando en 20 000 localidades la capacidad total del estadio para llegar a albergar 106 000 espectadores.
Las obras comenzaron el 7 de febrero de 1992 y concluyeron el 7 de mayo de 1994, con un coste final de más de 5000 millones de pesetas, elevando sustancialmente la deuda del club, que además no tuvo ninguna ayuda institucional. La junta directiva liderada por el presidente Ramón Mendoza, encargó el proyecto arquitectónico a Estudio Lamela y su ejecución a la empresa Ginés y Navarro Construcciones.
La ampliación consistió en la creación de un tercer anfiteatro en el lateral oeste y en los fondos, acoplándolo a la construcción existente por medio de elevación hidráulica. En total se crearon 20 200 nuevas localidades, todas ellas de asiento, con una inclinación del 87 %, garantizando así una perfecta visión y cercanía al terreno de juego. Además, para acceder al nuevo anillo y mejorar la seguridad a la hora de abandonar el recinto, se erigieron cuatro torres en el exterior emulando al Estadio San Siro, dotadas cada una de dos escaleras centrales y una rampa helicoidal. También se construyó el centro comercial «La Esquina de Bernabéu».
Con la nueva estructura, la altura del estadio pasó de 22 a 45 metros, de modo que, durante el invierno, dos terceras partes del terreno de juego quedaban en sombra y el césped se deterioraba. Por esta razón, se instaló a 20 cm de profundidad una red de tuberías de polipropileno con más de 30 km de recorrido por la que circula agua caliente, evitando así las heladas del césped. A su vez, se incrementó la potencia de la iluminación, y se instaló una protección retráctil sobre la cubierta de preferencia, que cubriera un mayor porcentaje de espectadores en caso de lluvia.
Coincidiendo con el 50 aniversario del estadio y en aplicación de la nueva normativa UEFA, todo el aforo pasa a ser de asiento al inicio de la temporada 1997/98, por lo que la capacidad del recinto pasa de 106 000 a 74 328 espectadores. Fruto de la supresión de la localidades de pie, se retiraron de la grada baja las verjas perimetrales, sustituyéndolas por unas barandillas que permitieran una mejor visibilidad del terreno de juego. Además, en el interior del lateral oeste del estadio, se inauguró el primer museo del club, que reemplazó a la sala de trofeos, coincidiendo con el primer aniversario de la «Séptima» Copa de Europa.

### Años 2000

#### Remodelación 2001-2006
Con la llegada de Florentino Pérez a la presidencia del club, se puso en marcha el llamado «Plan Director del Estadio Santiago Bernabéu» con un objetivo: mejorar la comodidad y calidad de sus instalaciones, adecuándolas a las más vanguardistas, y maximizar los ingresos procedentes del estadio.
Este proyecto de remodelación fue encargado a Estudio Lamela, invirtiéndose 127 millones de euros en cinco años (2001-2006), pasando la capacidad del estadio a 80 354 espectadores. El lateral este fue el principal foco de actuación, siendo revestida con malla metálica su fachada exterior, implantándose una cubierta que completó todo el anillo del estadio e incrementándose su aforo con la ampliación del tercer anfiteatro, estrenado al inicio de la campaña 2003/04. En su interior se concentraron en este lateral, tras la reordenación de varias dependencias del estadio, el nuevo palco de honor/presidencial, los nuevos vestuarios (con taquillas personalizadas) y banquillos, y la tribuna y zona de prensa, todas ellas trasladadas desde el lateral oeste. Además, en este lateral adyacente a la calle Padre Damián, se construyó un edificio anexo en el que se ubicaron las oficinas centrales y la macrotienda insignia del club.
A nivel general para todo el estadio, se implementó el sistema integral de calefacción en las gradas, nuevo sistema de megafonía y videomarcadores, ascensores panorámicos y escaleras mecánicas en las cuatro torres de acceso. En cuanto a dotaciones de ocio, se ampliaron y construyeron nuevas zonas vip, como los «boxes» situados entre los banquillos y el palco o los dos característicos «torreones» ubicados a ambos extremos del lateral este, se habilitaron nuevos locales de restauración como el «Realcafé Bernabéu» ubicado en el fondo sur y se reubicó el museo del club integrándolo en el nuevo «Tour del Bernabéu», creado para que el visitante pueda recorrer los puntos más emblemáticos del estadio.

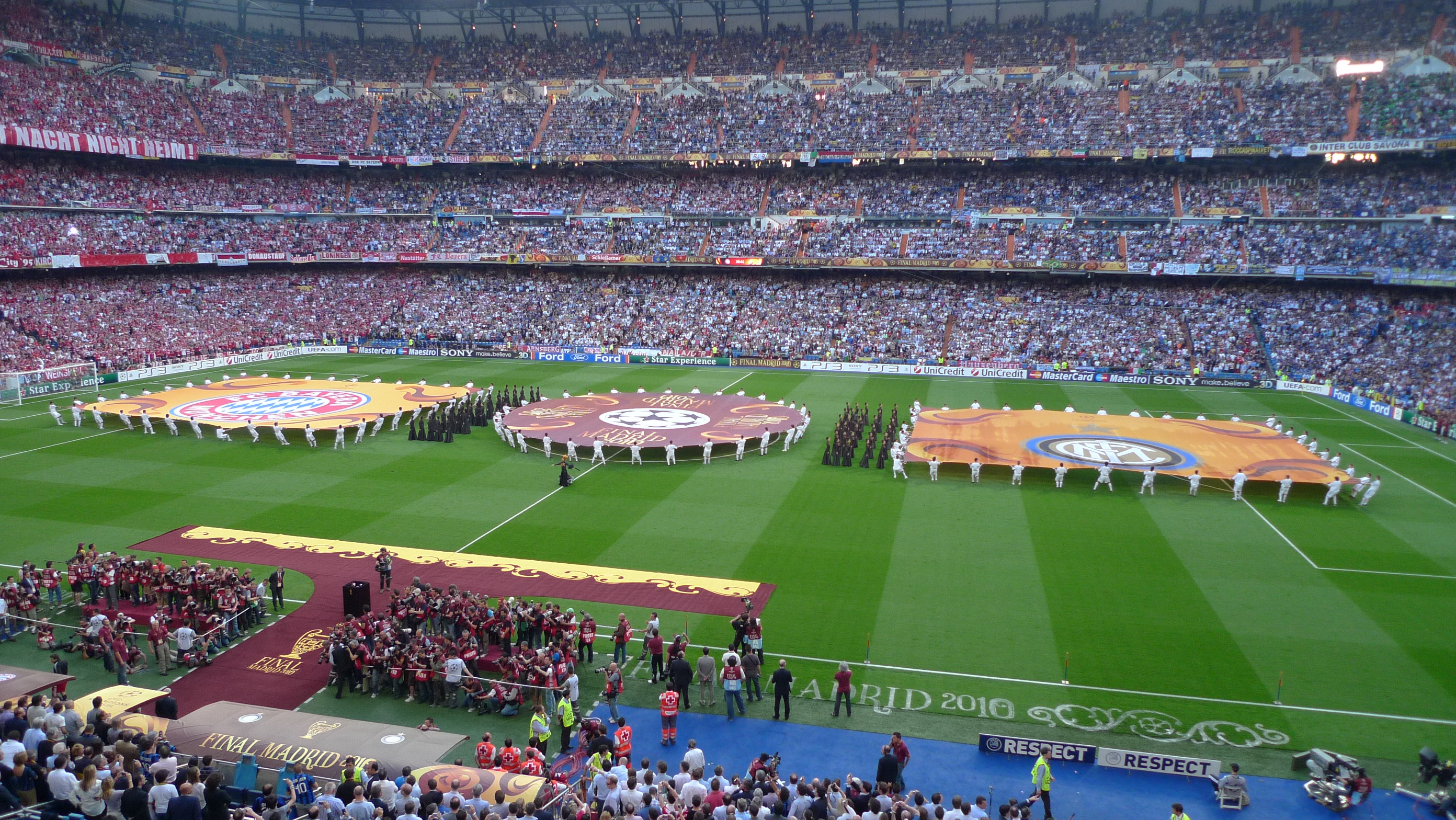
Final de Liga de Campeones 2010, ceremonia de apertura

Tras estas reformas, el 14 de noviembre de 2007, un mes antes de la celebración del 60 aniversario de la inauguración del estadio, la UEFA le concedía la categoría de estadio de élite o «cinco estrellas», además de designarlo como sede de la final de 2010 de la Liga de Campeones.

### Años 2010
Para la temporada 2010/11, se estrenó la ampliación del primer anfiteatro, añadiendo una fila más al voladizo del graderío, lo que incrementó el aforo en 900 asientos, alcanzando así una capacidad total de 81 044 espectadores. El 9 de diciembre de 2018, el Bernabéu albergó el partido de vuelta de la final de Copa Libertadores entre los clubes argentinos River y Boca, convirtiéndose en el primer estadio en albergar además de esta final, las cuatro finales mundiales y europeas de clubes y selecciones (Copa Mundial, Copa Intercontinental, Eurocopa y Copa de Europa).

#### Reforma 2019-2024
Tras realizar una inversión total de 256 millones de euros desde el año 2000, la Junta Directiva encabezada por Florentino Pérez decidió, aprovechando la privilegiada ubicación del estadio, impulsar un ambicioso proyecto de reforma con un doble objetivo: transformar al Santiago Bernabéu en un icono mundial de la arquitectura deportiva y convertirlo en una de las principales fuentes de ingresos directos del club, lo que le permitirá, en el futuro, poder seguir compitiendo económicamente con clubes de grandes propietarios de capital privado.
Esta propuesta fue anunciada en la Asamblea General Ordinaria del 12 de septiembre de 2010, y aprobada por los socios compromisarios en la Asamblea Extraordinaria del 25 de septiembre de 2011. Para hacerla efectiva, el Ayuntamiento de Madrid y la Comunidad de Madrid aprobaron en 2012 una modificación puntual del Plan General de Ordenación Urbana, permitiendo al club aumentar la edificabilidad del estadio y modificar su fachada. La propuesta planteada incluía una nueva piel envolvente arquitectónica, la cubrición del estadio para todas las localidades y la incorporación de sistemas bioclimáticos con energías renovables, así como la construcción de dos nuevas plazas de carácter público, un hotel y un gran centro comercial en el lateral del Paseo de la Castellana.
Para llevar a cabo esta propuesta, en 2012 se convocó un Concurso Internacional de Arquitectura al que se presentaron 4 equipos de gran prestigio mundial: uno formado por los estudios de Herzog & de Meuron y Rafael Moneo; otro compuesto por Foster and Partners y Rafael de la Hoz; un tercero integrado por los equipos de Populous y Estudio Lamela; y un cuarto formado por GMP Architekten, L35 y Ribas & Ribas, cuya propuesta fue anunciada como proyecto ganador el 31 de enero de 2014.
Sin embargo, el proyecto se paralizó en febrero de 2015, cuando el Tribunal Superior de Justicia de Madrid anuló la aprobación de la modificación puntual del Plan General de Ordenación Urbana de Madrid, por considerarlo contrario al interés general y al ordenamiento urbanístico. El tribunal argumentó que el plan suponía una alteración sustancial del uso del suelo y una cesión gratuita e injustificada de aprovechamientos urbanísticos al Real Madrid. Ante esta situación, el club decidió modificar el proyecto ganador para adaptarlo a la legalidad vigente y reducir su impacto urbanístico. Así, en 2016, presentó un nuevo proyecto que eliminaba el hotel y el centro comercial, elevaba la altura del estadio solo 12 metros más para la construcción de la cubierta hasta alcanzar los 60 metros de altura totales y eliminaba la posibilidad de aumentar el aforo.
Finalmente, el 31 de mayo de 2017, el Ayuntamiento de Madrid dio luz verde a la reforma aprobando el Plan Especial del Estadio Santiago Bernabéu. Tras la aprobación del proyecto de reparcelación, el plan de movilidad sostenible y el proyecto de urbanización, el club adjudicó las obras de remodelación a la constructora FCC Construcciones, las cuales finalmente comenzaron en junio de 2019.

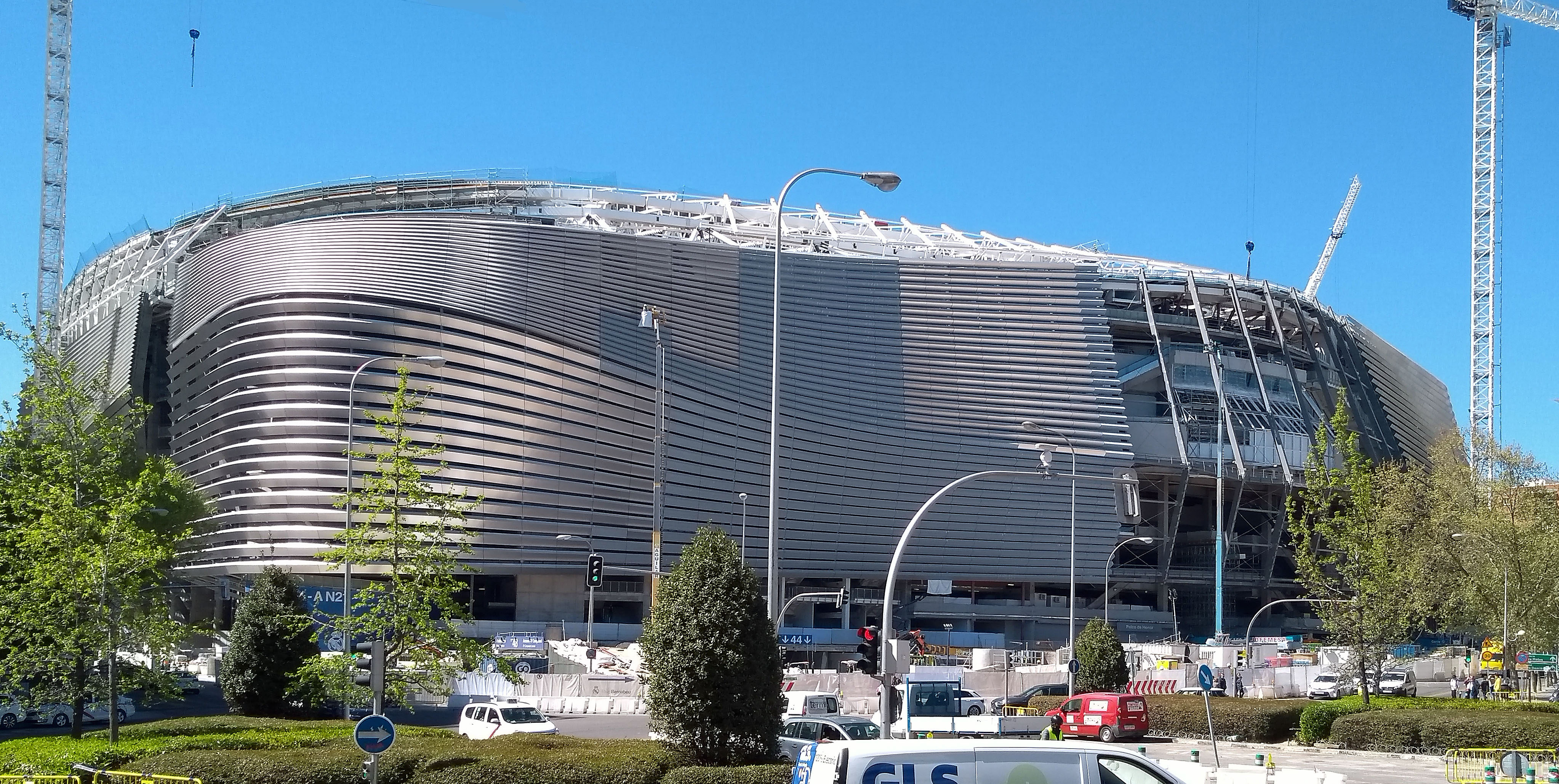
Cerramiento de la fachada lateral este en abril de 2023

Para la financiación de las obras, la Junta Directiva del Real Madrid aprobó el 12 de abril de 2019 un préstamo de 575 millones de euros a 30 años con un interés fijo del 2,5 %, incluyendo 3 años de carencia, resultando en una cuota anual de 29,5 millones de euros desde el 30 de julio de 2023. Además, el 7 de diciembre de 2021 se amplió la financiación con un préstamo adicional de 225 millones de euros a 27 años con un interés fijo del 1,53 % y una carencia hasta el 30 de julio de 2024, con una cuota anual de 10,5 millones de euros desde esa fecha. Finalmente, el 11 de noviembre de 2023, se solicitó un tercer préstamo de 370 millones de euros a 30 años para cubrir sobrecostes debido a la pandemia y la invasión rusa de Ucrania. De este modo, la financiación total asciende a 1170 millones de euros a un interés medio del 3 %, con una cuota anual de 60 millones de euros durante 30 años, que es menos de la mitad de los nuevos beneficios anuales esperados tras la conclusión de las obras.
Una vez finalizada la reforma, el Santiago Bernabéu cuenta con las siguientes novedades e innovaciones:
- Una fachada envolvente[69] formada por láminas curvadas de acero inoxidable que reflejan la luz de manera cambiante y que se amolda a las necesidades del nuevo programa terciario, creciendo o retrayéndose sin perder su unidad. Esta envoltura incorpora elementos tecnológicos y audiovisuales que se iluminan con diferentes colores y diseños según la ocasión.

- Una cubierta fija de 28 000 m² y una cubierta retráctil de 8000 m² que permiten el uso del estadio todos los días del año, sin importar las condiciones climáticas. La cubierta retráctil se compone de 12 cerchas móviles y cojines inflables hechos de una doble capa de membrana de tejido de PTFE recubierto de fluoropolímero, que se iluminan con LEDs cuando está desplegada. El proceso de apertura y cierre tarda entre 15 y 20 minutos.[70][71]

- Un sistema automatizado para el terreno de juego[72][73] que permite al estadio convertirse en un espacio multifuncional, apto para conciertos, convenciones, ferias y diversos eventos deportivos. El campo se divide en 6 bandejas de 107 metros x 11,67 metros, cada una con un peso aproximado de 1500 toneladas. Estas bandejas se desplazan y se almacenan en un invernadero subterráneo denominado Hipogeo, utilizando 24 carros de transporte. Todo el proceso de mover y almacenar el terreno de juego dura alrededor de 6 horas. El Hipogeo, ubicado en un lateral dentro del estadio, tiene una profundidad de 30 metros y las bandejas se apilan una sobre otra mediante un sistema elevador hidráulico. Este invernadero está equipado con sistemas de ventilación, climatización, iluminación, control y riego, lo que garantiza condiciones óptimas para la conservación del césped y facilita el acceso para su mantenimiento continuo, sin interferir con los eventos del estadio. El hecho significativo de este sistema de retirada y conservación del terreno de juego, en comparación con otros existentes, es que se desarrolla íntegramente dentro del perímetro del estadio, sin necesidad de ocupar espacios exteriores. Esta particularidad convierte a este sistema en una obra de ingeniería única en el mundo.

- Un videomarcador de 360 grados[74][75] suspendido de la cubierta que rodea todo el perímetro del terreno de juego, siendo el primero de este tipo en un estadio europeo. Con una altura de 6,5 metros en los laterales y esquinas, y 11 metros en los fondos, sus pantallas tienen una inclinación de 8 grados, formando un tronco de cono en lugar de un cilindro, lo que le otorga un diseño único en el mundo. Este videomarcador cuenta con una resolución de píxeles 13HD, ofreciendo excelente claridad y contraste de imagen desde cualquier asiento. Además, puede mostrar una imagen grande o varias zonas de contenido simultáneamente, incluyendo vídeo en directo, repeticiones instantáneas, estadísticas, gráficos, animaciones y mensajes de patrocinio. También se han instalado 10 pantallas grandes en la parte trasera que proporcionan contenidos e información a los espectadores en las gradas superiores. Todo esto se complementa con la instalación de un anillo LED en el primer anfiteatro.

- El Skywalk 360.[76] Se trata de una pasarela que recorre la parte más alta del estadio, ofreciendo impresionantes vistas del interior y de la ciudad de Madrid. Abierto todo el año, destaca por albergar un lujoso restaurante de sushi y el Skybar, un restaurante vip ubicado en el lateral de la Castellana. Este lujoso espacio de 700 m², con dos terrazas de 250 m² cada una, fusiona fútbol, gastronomía y diversión. Con más de 400 m² de pantallas, el diseño es dinámico y cambiante, haciendo cada visita única. Durante los partidos, el Skybar opera como un "superpalco" vip con 200 asientos, y su diseño vanguardista aspira a ser un referente mundial. Inspirado en la cultura tradicional madrileña, mezcla bares, luces y arquitectura con elementos tecnológicos y dinámicos. Se divide en cuatro zonas principales: restauración y discoteca en los extremos, una gran barra central con botellero envolvente, y gradas y palcos vip para privacidad y vistas al campo.

- Un anillo logístico subterráneo[77] que permite el soterramiento de operaciones de carga y descarga, evitando así la ocupación de espacio público. Además se ha habilitado un túnel de carros conectado al circuito de carga y descarga que permite el acceso a camiones y vehículos de gran tamaño al campo de juego a través de una grada móvil.

- Una nueva grada[78] en el lateral Este con capacidad para 3 000 espectadores. La construcción de cuarto anfiteatro lateral este, compensa en parte la pérdida de localidades resultante de la nueva distribución del estadio, que ha aumentado el espacio y confort de algunos asientos. Además, todos los asientos del estadio han sido reemplazados por unos abatibles de color azul marino o navy.

- Un aumento de plazas para personas con movilidad reducida, eliminación de barreras arquitectónicas, creación de nuevos accesos más cómodos e instalación de nuevas comunicaciones mecanizadas, logrando así una mejora sustancial de la accesibilidad de todo el estadio.

- Nuevas zonas de ocio, zonas VIP, restauración y entretenimiento para el público en general. Destacan la ampliación del Museo y la creación de un segundo museo interactivo, así como la construcción de una Megatienda oficial y la creación del Bernabéu Market,[79] un mercado gastronómico gourmet de 3000 m² ubicado en la nueva plaza de Sagrados Corazones. Este mercado cuenta con 25 propuestas gastronómicas y recrea una atmósfera urbana inspirada en zonas de Tokio o Hong Kong, con puestos que combinan barras de piedra y estructuras metálicas. El mercado está abierto todo el año, pero en días de partido, una sección se reserva para los invitados del Real Madrid, mientras que el resto sigue funcionando normalmente.

- Reurbanización y ajardinamiento de 66 700 m² en los alrededores del estadio, incluyendo la creación de una gran plaza de más de 20 000 m² en el paseo de la Castellana y otra de 5500 m² en la nueva plaza de Sagrados Corazones, que ocupa el lugar del antiguo centro comercial La Esquina del Bernabéu en Padre Damián.[80] Además, se ha peatonalizado la calle Rafael Salgado y se ha construido un parking subterráneo de cinco plantas con más de 500 plazas de aparcamiento en la plaza de Sagrados Corazones.[81]

## Aforo
| Fecha                   | Capacidad | Distribución    | Remodelación |
| ----------------------- | --------- | --------------- | --- |
| 14 de diciembre de 1947 | 75 145    | 1/3 de asiento  | Inauguración del estadio. |
| 19 de junio de 1954     | 125 000   | 1/4 de asiento  | Primera ampliación de aforo con la construcción de segundo y tercer anfiteatro lateral este. |
| 29 de junio de 1982     | 98 776    | 2/3 de asiento  | Reestructuración del graderío para el Mundial de 1982 y construcción de la cubierta en fondos y lateral oeste. |
| 7 de mayo de 1994       | 106 000   | 3/4 de asiento  | Segunda ampliación de aforo con la construcción en fondos y lateral oeste, del tercer y cuarto anfiteatro. |
| 30 de agosto de 1997    | 74 328    | 100% de asiento | Implantación de localidades de asiento a todo el estadio, en aplicación de la normativa UEFA, «un espectador, un asiento». |
| 30 de noviembre de 2006 | 80 354    | 100% de asiento | Tercera ampliación de aforo expandiendo el tercer anfiteatro lateral este, además de completar toda la cubierta. |
| 14 de agosto de 2011    | 81 044    | 100% de asiento | Cuarta ampliación de aforo extendiendo el voladizo de todo el primer anfiteatro. |
| 8 de mayo de 2024       | 83 186    | 100% de asiento | Adaptación multifuncional del estadio: hipogeo, cubierta retráctil, terraza 360° y fachada envolvente. En graderío, construcción del cuarto anfiteatro lateral este, ampliación del tercer y cuarto anfiteatro en ambos fondos, ampliación de aforo vip y redistribución de localidades. |

## Partidos internacionales

### Selección española
La selección española ha disputado setenta y un partidos en Madrid, cincuenta de los cuales se han jugado en el coliseo de la Castellana. Entre ellos, cuatro corresponden a las fases finales de la Eurocopa 1964 y del Mundial 1982. En la final de la Eurocopa, España se proclamó ante la selección soviética, campeona de Europa por primera vez, con goles de Pereda y Marcelino.

### Eurocopa 1964
En 1964, España fue la anfitriona de la fase final de la segunda edición del Campeonato de Europa de Naciones. El campeonato se celebró con el formato de «final a cuatro», con semifinales y final, y se disputó entre los dos mayores estadios del país, el Santiago Bernabéu de Madrid y el Camp Nou de Barcelona. El coliseo de la capital acogió previamente, un partido de fase preliminar de España frente a Rumanía. Los dos partidos de la fase final, fueron disputados por la selección española ante Hungría en semifinales y ante la Unión Soviética en la final del campeonato, que supuso el primer título continental para España.
| Fase preliminar; 1 de noviembre de 1962, 20:45 | España                                                                  | 6:0 (4:0) | Rumania |                                                          |                                                          |
|                                                | V. Guillot 7' 20' 70' · J. Veloso 9' · E. Collar 17' · Macri 81' (a.g.) |           |         | Asistencia: 45 000 espectadores Árbitro(s): Kevin Howley | Asistencia: 45 000 espectadores Árbitro(s): Kevin Howley |

| Semifinales; 17 de junio de 1964, 20:00 | España                       | 2:1 (1:1) | Hungría     |                                                            |                                                            |
|                                         | J. Pereda 35' · Amancio 115' |           | F. Bene 84' | Asistencia: 34 713 espectadores Árbitro(s): Arthur Blavier | Asistencia: 34 713 espectadores Árbitro(s): Arthur Blavier |

| Final; 21 de junio de 1964, 18:30 | España                       | 2:1 (1:1) | Unión Soviética |                                                            |                                                            |
|                                   | J. Pereda 6' · Marcelino 84' |           | G. Khusainov 8' | Asistencia: 79 115 espectadores Árbitro(s): Arthur Holland | Asistencia: 79 115 espectadores Árbitro(s): Arthur Holland |

### Mundial 1982
En 1982, España fue anfitriona de la Copa del Mundo y el Santiago Bernabéu fue sede de cuatro encuentros. Acogió tres partidos de la segunda fase del campeonato, correspondientes al grupo B, disputándose el resto de encuentros de esta fase en el Camp Nou (grupo A), Sarriá (grupo C) y Calderón (grupo D). Por último, acogió la final disputada entre Italia y Alemania Federal, en la que los italianos se alzaron con su tercer título.
| Segunda fase; 29 de junio de 1982, 21:00 | Alemania Federal | 0:0 | Inglaterra |                                                            |  |
|                                          |                  |     |            | Asistencia: 75 000 espectadores Árbitro(s): Arnaldo Coelho |  |

| Segunda fase; 2 de julio de 1982, 21:00 | Alemania Federal                   | 2:1 (0:0) | España          |                                                           |                                                           |
|                                         | P. Littbarski 50' · K. Fischer 75' |           | J.M. Zamora 82' | Asistencia: 90 089 espectadores Árbitro(s): Paolo Casarin | Asistencia: 90 089 espectadores Árbitro(s): Paolo Casarin |

| Segunda fase; 5 de julio de 1982, 21:00 | España | 0:0 | Inglaterra |                                                           |  |
|                                         |        |     |            | Asistencia: 75 000 espectadores Árbitro(s): Alexis Ponnet |  |

| Final; 11 de julio de 1982, 20:00 | Italia                                            | 3:1 (0:0) | Alemania Federal |                                                            |                                                            |
|                                   | P. Rossi 57' · M. Tardelli 69' · A. Altobelli 81' |           | P. Breitner 83'  | Asistencia: 90 000 espectadores Árbitro(s): Arnaldo Coelho | Asistencia: 90 000 espectadores Árbitro(s): Arnaldo Coelho |

## Finales internacionales de clubes

### Copa de Europa
El Estadio Santiago Bernabéu también ha albergado la final de la máxima competición continental europea de clubes, la Copa de Europa/Liga de Campeones. En total, se ha disputado en ocho ediciones en España, cuatro de ellas en el Santiago Bernabéu de Madrid. El Real Madrid disputó la final de 1957 ante la Fiorentina, en la que se impuso con tantos de Di Stéfano y Gento, siendo junto al Internazionale Milano, el único club en salir campeón de la competición en su propio estadio.
| Final 1956-57; 30 de mayo de 1957 | Real Madrid C. F.                | 2:0 (0:0) | A. C. F. Fiorentina |                                                                   |                                                                   |
|                                   | A. Di Stéfano 70' · P. Gento 76' |           |                     | Asistencia: 124 000 espectadores Árbitro(s): Leopold Sylvain Horn | Asistencia: 124 000 espectadores Árbitro(s): Leopold Sylvain Horn |

| Final 1968-69; 28 de mayo de 1969 | A. C. Milan                          | 4:1 (2:0) | A. F. C. Ajax  |                                                                       |                                                                       |
|                                   | P. Prati 7' 40' 75' · A. Sormani 67' |           | V. Vasović 60' | Asistencia: 50 000 espectadores Árbitro(s): José Mª Ortiz de Mendíbil | Asistencia: 50 000 espectadores Árbitro(s): José Mª Ortiz de Mendíbil |

| Final 1979-80; 28 de mayo de 1980 | Nottingham Forest F. C. | 1:0 (1:0) | Hamburger S. V. |                                                             |                                                             |
|                                   | J. Robertson 21'        |           |                 | Asistencia: 50 000 espectadores Árbitro(s): Antonio Garrido | Asistencia: 50 000 espectadores Árbitro(s): Antonio Garrido |

| Final 2009-10; 22 de mayo de 2010 | F. C. Bayern München | 0:2 (0:1) | F. C. Internazionale |                                                         |                                                         |
|                                   |                      |           | D. Milito 35' 70'    | Asistencia: 80 100 espectadores Árbitro(s): Howard Webb | Asistencia: 80 100 espectadores Árbitro(s): Howard Webb |

### Copa de la UEFA
| Final 1984-85, vuelta; 22 de mayo de 1985 | Real Madrid C. F. | 0:1 (0:0) | Videoton        |                                                           |                                                           |
|                                           |                   |           | Lajos Májer 86' | Asistencia: 90 000 espectadores Árbitro(s): Alexis Ponnet | Asistencia: 90 000 espectadores Árbitro(s): Alexis Ponnet |

| Final 1985-86, ida; 30 de abril de 1986 | Real Madrid C. F.                                                      | 5:1 (2:0) | F. C. Colonia    |                                                             |                                                             |
|                                         | H. Sánchez 38' · R. Gordillo 42' · J. Valdano 51' 84' · Santillana 89' |           | Klaus Allofs 21' | Asistencia: 85 000 espectadores Árbitro(s): George Courtney | Asistencia: 85 000 espectadores Árbitro(s): George Courtney |

### Copa Intercontinental
El Estadio Santiago Bernabéu ha sido sede de tres ediciones de Copa Intercontinental, competición que enfrentaba al club campeón de Europa frente al de Sudamérica, predecesora de la Copa Mundial de Clubes, que la sustituyó en 2005. Albergó la primera edición de 1960, disputada a doble partido junto a la de 1966, y fue escenario del desempate de la edición de 1964.
| Final 1960, vuelta; 4 de septiembre de 1960 | Real Madrid C. F.                                      | 5:1 (4:0) | C. A. Peñarol |                                                        |                                                        |
|                                             | Puskás 3' 9' · Di Stéfano 4' · Herrera 44' · Gento 51' |           | Spencer 80'   | Asistencia: 120 000 espectadores Árbitro(s): Ken Aston | Asistencia: 120 000 espectadores Árbitro(s): Ken Aston |

| Final 1964, desempate; 26 de septiembre de 1964 | F. C. Internazionale | 1:0 (0:0, 0:0) (t. s.) | C. A. Independiente |                               |                               |
|                                                 | Corso 110'           |                        |                     | Árbitro(s): Ortiz de Mendíbil | Árbitro(s): Ortiz de Mendíbil |

| Final 1966, vuelta; 26 de octubre de 1966 | Real Madrid C. F. | 0:2 (0:2) | C. A. Peñarol           |                                                               |                                                               |
|                                           |                   |           | Rocha 28' · Spencer 37' | Asistencia: 71 063 espectadores Árbitro(s): Concetto Lo Bello | Asistencia: 71 063 espectadores Árbitro(s): Concetto Lo Bello |

### Copa Latina
| Final 1949; 3 de julio de 1949 | C. F. Barcelona                          | 2:1 (1:1) | S. C. Portugal    |                                                         |                                                         |
|                                | Josep Seguer 10' · Estanislao Basora 50' |           | Jesús Correia 28' | Asistencia: 50 000 espectadores Árbitro(s): Victor Sdez | Asistencia: 50 000 espectadores Árbitro(s): Victor Sdez |

| Final 1957; 23 de junio de 1957 | Real Madrid C. F.      | 1:0 (0:0) | S. L. Benfica |                             |                             |
|                                 | Alfredo Di Stéfano 50' |           |               | Árbitro(s): Marcel Lequesne | Árbitro(s): Marcel Lequesne |

### Copa Libertadores
El Estadio Santiago Bernabéu fue elegido por la CONMEBOL como sede de la vuelta de la Final de la Copa Libertadores 2018, tras la suspensión al club River Plate, por los incidentes acontecidos el 24 de noviembre en aledaños del Estadio Monumental, con la llegada del autobús de Boca Juniors, que motivaron el aplazamiento del partido. Los organizadores de la competición, decidieron la elección de Madrid como sede neutral, retirando la condición de local que correspondía a River, repartiendo el aforo del Santiago Bernabéu entre ambos clubes. El partido se disputó el 9 de diciembre, y fue la primera vez que un país fuera de América albergó una final de la Copa Libertadores.
| Final 2018, vuelta; 9 de diciembre de 2018 | C. A. River Plate                            | 3:1 (0:1, 1:1) (t. s.) | C. A. Boca Juniors |                                                          |                                                          |
|                                            | Pratto 68' · Quintero 109' · Martínez 120+2' |                        | Benedetto 43'      | Asistencia: 62 282 espectadores Árbitro(s): Andrés Cunha | Asistencia: 62 282 espectadores Árbitro(s): Andrés Cunha |

## Otros eventos
Además de fútbol, el estadio ha albergado eventos de otros deportes. La NFL, una de las «cuatro grandes ligas» norteamericanas, tiene previsto disputar en 2025 en este estadio, el primer encuentro de esta liga de fútbol americano en España, dentro de la Serie Internacional de la NFL.

### Conciertos
Fuera del deporte, el estadio ha acogido a lo largo de su historia conciertos de grandes artistas internacionales como Julio Iglesias (1983 y 1989), U2 (1987), Bruce Springsteen (2008, 2012 y 2016) o The Rolling Stones (2014). Tras su cubrición, a partir de abril de 2024, el estadio alberga con regularidad grandes conciertos como los dos de Taylor Swift con «The Eras Tour» (29 y 30 de mayo), o los cuatro consecutivos de Karol G (20, 21, 22 y 23 de julio), con los que cerró su gira mundial «Mañana Será Bonito». En septiembre de 2024, el club anunció la suspensión provisional de los conciertos en el estadio, a la espera de poder solucionar los problemas acústicos de exceso de decibelios emitidos al exterior del recinto.
| Fecha            | Artista                               | Gira                          | Acto de apertura                                                    | Asistencia                                                          | Referencia |
| 1983             | 1983                                  | 1983                          | 1983                                                                | 1983                                                                | 1983       |
| ---------------- | ------------------------------------- | ----------------------------- | ------------------------------------------------------------------- | ------------------------------------------------------------------- | ---------- |
| 12 de septiembre | Julio Iglesias                        | —                             | —                                                                   | ~100 000                                                            | [ 100 ]    |
| 1986             |                                       |                               |                                                                     |                                                                     |            |
| 25 de septiembre | Frank Sinatra                         | —                             | —                                                                   | —                                                                   | [ 101 ]    |
| 1987             |                                       |                               |                                                                     |                                                                     |            |
| 15 de julio      | U2                                    | The Jhosua Tree Tour          | Big Audio Dynamite The Pretenders UB40                              | ~115 000                                                            | [ 102 ]    |
| 1989             |                                       |                               |                                                                     |                                                                     |            |
| 21 de septiembre | Julio Iglesias                        | —                             | —                                                                   | ~70 000                                                             | [ 103 ]    |
| 2002             |                                       |                               |                                                                     |                                                                     |            |
| 1 de junio       | Operación Triunfo 2001                | OT en concierto               | —                                                                   | —                                                                   | [ 104 ]    |
| 2008             |                                       |                               |                                                                     |                                                                     |            |
| 17 de julio      | Bruce Springsteen y The E Street Band | Magic Tour                    | —                                                                   | 53 783 / 53 783                                                     | [ 105 ]    |
| 2012             |                                       |                               |                                                                     |                                                                     |            |
| 17 de junio      | Bruce Springsteen y The E Street Band | Wrecking Ball World Tour      | —                                                                   | 54 639 / 54 639                                                     | [ 106 ]    |
| 2014             |                                       |                               |                                                                     |                                                                     |            |
| 25 de junio      | The Rolling Stones                    | 14 On Fire                    | Leiva                                                               | 57 416 / 57 416                                                     | [ 107 ]    |
| 2016             |                                       |                               |                                                                     |                                                                     |            |
| 21 de mayo       | Bruce Springsteen y The E Street Band | The River Tour                | —                                                                   | 55 695 / 55 695                                                     | [ 108 ]    |
| 2018             |                                       |                               |                                                                     |                                                                     |            |
| 29 de junio      | Operación Triunfo 2017                | OT en concierto               | —                                                                   | ~60 000                                                             | [ 109 ]    |
| 2024             |                                       |                               |                                                                     |                                                                     |            |
| 29 de mayo       | Taylor Swift                          | The Eras Tour                 | Paramore                                                            | —                                                                   | [ 110 ]    |
| 30 de mayo       | Taylor Swift                          | The Eras Tour                 | Paramore                                                            | —                                                                   | [ 110 ]    |
| 8 de junio       | Duki                                  | A.D.A. Tour                   | —                                                                   | —                                                                   | [ 111 ]    |
| 29 de junio      | Manuel Carrasco                       | Gira 2024                     | —                                                                   | —                                                                   | [ 112 ]    |
| 6 de julio       | Luis Miguel                           | Tour 2024                     | —                                                                   | —                                                                   | [ 113 ]    |
| 7 de julio       | Luis Miguel                           | Tour 2024                     | —                                                                   | —                                                                   | [ 113 ]    |
| 20 de julio      | Karol G                               | Mañana Será Bonito World Tour | —                                                                   | —                                                                   |            |
| 21 de julio      | Karol G                               | Mañana Será Bonito World Tour | —                                                                   | —                                                                   |            |
| 22 de julio      | Karol G                               | Mañana Será Bonito World Tour | —                                                                   | —                                                                   |            |
| 23 de julio      | Karol G                               | Mañana Será Bonito World Tour | —                                                                   | —                                                                   |            |
| 7 de septiembre  | Aventura                              | Cerrando Ciclos Tour          | —                                                                   | —                                                                   |            |
| 8 de septiembre  | Aventura                              | Cerrando Ciclos Tour          | —                                                                   | —                                                                   |            |
| 2025             |                                       |                               |                                                                     |                                                                     |            |
| 27 de junio      | Aitana                                | alpha Tour                    | Por problemas legales fueron celebrados en el Estadio Metropolitano | Por problemas legales fueron celebrados en el Estadio Metropolitano | [ 114 ]    |
| 28 de junio      | Aitana                                | alpha Tour                    | Por problemas legales fueron celebrados en el Estadio Metropolitano | Por problemas legales fueron celebrados en el Estadio Metropolitano | [ 114 ]    |
| TBA              | Lola Indigo                           | La Bruja, La Niña y El Dragón | Por problemas legales fueron celebrados en el Estadio Metropolitano | Por problemas legales fueron celebrados en el Estadio Metropolitano | [ 115 ]    |
| TBA              | Dellafuente                           | Torii Yama Tour               | Por problemas legales fueron celebrados en el Estadio Metropolitano | Por problemas legales fueron celebrados en el Estadio Metropolitano | [ 115 ]    |

## Ubicación y acceso
El Estadio Santiago Bernabéu se sitúa en pleno Paseo de la Castellana, ubicado en el barrio de Hispanoamérica del distrito de Chamartín de Madrid. Ocupa la manzana delimitada por el Paseo de la Castellana (oeste), la avenida de Concha Espina (sur) y las calles Padre Damián (este) y Rafael Salgado (norte).

### Metro
- Santiago Bernabéu, estación de la línea 10 de Metro de Madrid. Actualmente en remodelación, cuenta con dos accesos.[116]

### Tren
- Nuevos Ministerios, estación de las líneas C-2, C-3, C-4, C-7, C-8 y C-10 de Cercanías Renfe. El intercambiador se encuentra en la propia Castellana, a 800 metros al sur del estadio.[117]

### Autobús urbano
| Línea | Terminales                       |
| ----- | -------------------------------- |
| 14    | Conde de Casal – Pío XII         |
| 27    | Embajadores – Plaza de Castilla  |
| 40    | Tribunal – Alfonso XIII          |
| 43    | Felipe II – Estrecho             |
| 120   | Plaza de Lima – Hortaleza        |
| 147   | Callao – Barrio del Pilar        |
| 150   | Sol-Sevilla – Virgen del Cortijo |
| N22   | Cibeles – Barrio de La Paz       |
| N24   | Cibeles – Las Tablas             |